# Salix daphnoides
Salix daphnoides, el sauce dafnoide, es un árbol de fronda de hasta 15 m de alto, de la familia de las salicáceas.

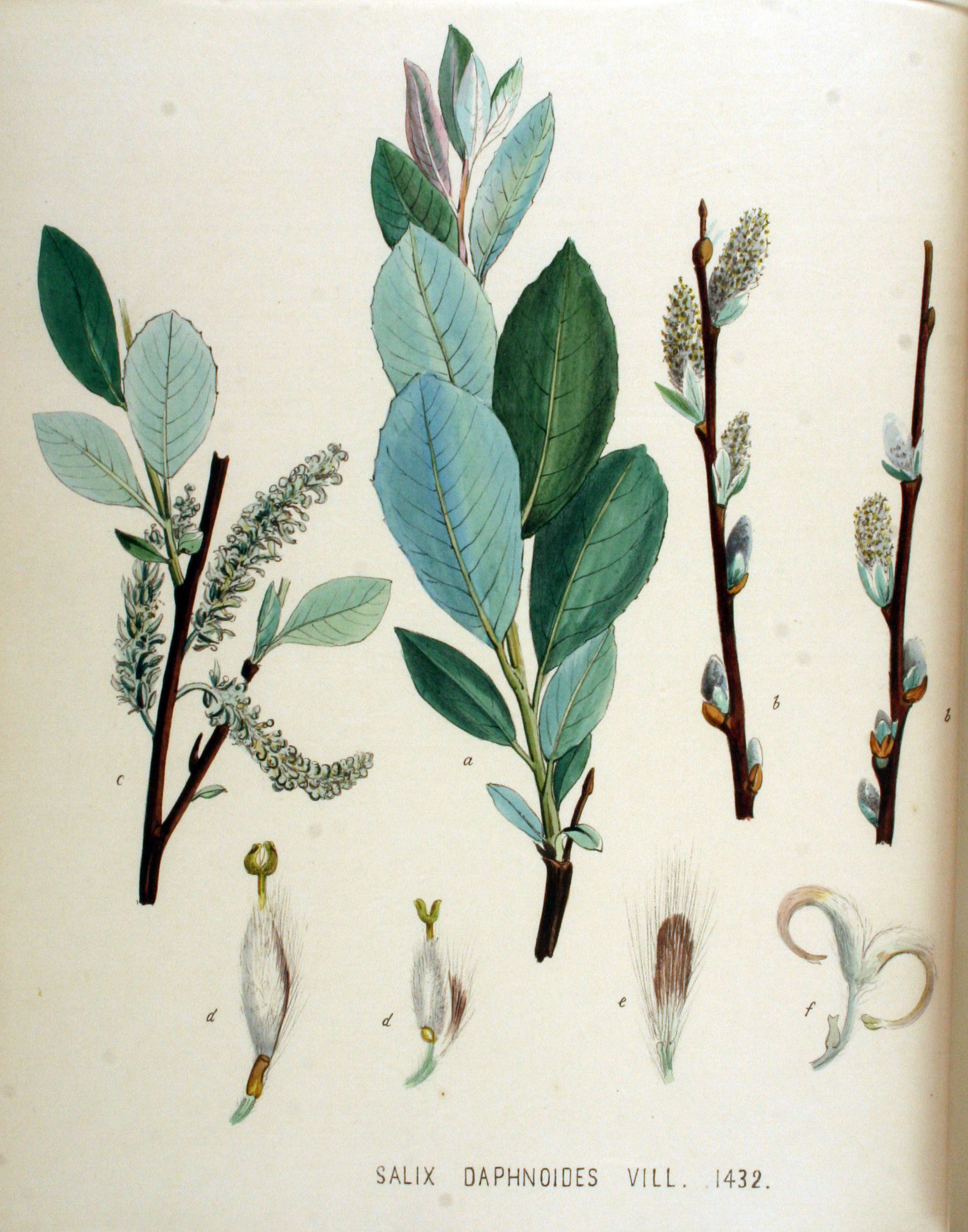
Ilustración

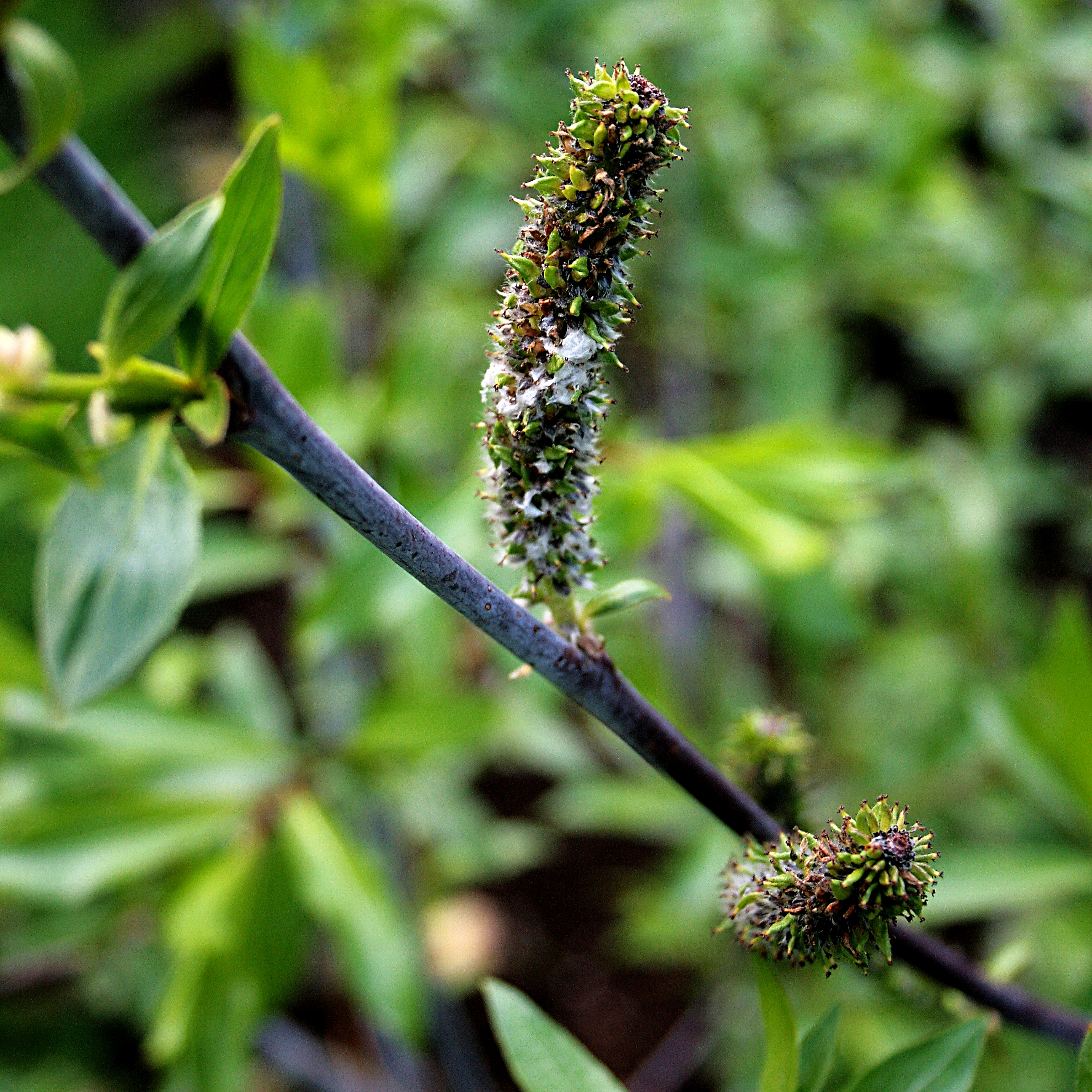
Detalle

## Descripción
La corteza es de color gris y tiene grietas longitudinales. Las hojas del Salix daphnoides son alternas, lanceoladas, finamente aserradas, de 4-10 cm de largo y 2,5 cm de ancho. Sólo las jóvenes son un poco pilosas, más tarde son glabras. La parte superior es de color verde oscuro brillante, el envés color gris de verdoso a azulado. Las estípulas son pequeñas y están adheridas con el pedúnculo foliar. Las flores se distribuyen dioicamente. Los amentos tienen de 2 a 5 cm de largo. Los frutos maduran de mayo-julio.

## Distribución
Es un árbol que se encuentra por toda Europa. Crece en las montañas del escalón subalpino. Este sauce prefiere suelos húmedos, ricos en nutrientes, arcilloso de grava y arena de los arroyos y las llanuras aluviales de los ríos y arroyos de montaña. 

## Taxonomía
Salix daphnoides fue descrita por Dominique Villars y publicado en Prospectus de l'Histoire des Plantes de Dauphiné 51, en el año 1779.
Etimología
Salix: nombre genérico latino para el sauce, sus ramas y madera.
daphnoides: epíteto latino que significa "similar a Daphne".
Sinoinimia
- Salix aglaja K.Koch
- Salix bigemmis Hoffm.
- Salix cinerea Willd.
- Salix erdingeri A.Kern.
- Salix jaspidea K.Koch
- Salix koernickei Andersson
- Salix pomeranica Willd. ex Link
- Salix praecox Hoppe ex Willd.
- Salix pruinosa H.L. Wendl. ex Rchb.
- Salix pulchra Wimm. & Krause
- Salix reuteri Moretti
- Salix violacea G.Anderson ex Sm.
- Salix wimmeri A.Kern.[4]